# もしすべての男が兄弟なら、君は自分の姉妹をそのなかのひとりと結婚させるか?
『もしすべての男が兄弟なら、君は自分の姉妹をそのなかのひとりと結婚させるか?』（もしすべてのおとこがきょうだいなら きみはじぶんのしまいをそのなかのひとりとけっこんさせるか、If All Men Were Brothers, Would You Let One Marry Your Sister?）は、アメリカ合衆国の作家シオドア・スタージョンのSF中編小説。ハーラン・エリスン編集の1967年のアンソロジー『危険なヴィジョン』で初めて公開された。 

## あらすじ
地球人はなぜか宇宙の植民地化の対象から避けられていた惑星ヴェックスヴェルトを訪れた。彼はそこでユートピアのような楽園を発見するが、そこでは近親相姦が盛大に奨励されており、彼はショックと恐怖で戦慄する。

## 評価
『もしすべての男が兄弟なら、君は自分の姉妹をそのなかのひとりと結婚させるか?』は1967年のネビュラ賞 中編小説部門の最終選考作品となった。